# Twitch Plays Pokémon
Twitch Plays Pokémon（TPP,ツイッチ・プレイズ・ポケモン）は、コンピュータゲームのライブストリーミングウェブサイトTwitch上のチャンネルおよびそこで行われている社会的実験で、チャンネル内のチャットルームでユーザーから送られてくるコマンドを解析し、ゲームフリークと任天堂製作のコンピュータゲーム『ポケットモンスター』をプレイするというクラウドソーシングによる試みである。「1人向けのオンラインコンピュータゲームで最多の参加者数」として116万5140人というギネス世界記録を保持している。 

このコンセプトはオーストラリアの匿名のプログラマーが開発し、2014年2月12日にゲーム『ポケットモンスター 赤』を皮切りに始まった。このストリームは予想外の人気を博し、平均同時視聴者数は8万人以上（そのうち少なくとも10％が参加者）に達した。2014年3月1日、16日以上の連続したゲームプレイの後、ゲームは終了した。Twitchは、116万人以上が参加し、ピーク時の同時参加者数は12万1000人、実験期間中の合計視聴回数は5500万回と推定している。2014年12月5日、「Twitch Plays Pokémon」は、「Best Fan Creation」部門でGame Awardを受賞した。
この実験は、その双方向性、不規則で混沌とした性質、体系の仕組み上プレイヤーが直面する独特な課題、参加者が作り上げたコミュニティやミームが、メディアやTwitchのスタッフから注目された。Twitchは企業として、この実験を利用して、ストリーミングを視聴者にとってもっと双方向的なものにし、提供内容を拡大する方法を模索した。配信者は、『赤』の終了後、『ポケットモンスター』シリーズの他の多くのゲームや、非公式のかりうを使ってチャンネルを継続した。配信者は、このチャンネルへの関心が続く限り、他のポケットモンスターのゲームを継続する予定である。この実験が成功したことで、他のゲームでもTwitchを利用した同様のストリームが数多く行われるようになり、Twitchは視聴者との同様の双方向性を備えたストリームの普及に努めている。

## 前提
Twitch上のインタラクティブゲーム『Salty Bet』（ランダムに行われる『M.U.G.E.N』の試合結果にユーザーが賭けることができるサイト）にヒントを得て、社会実験と称して、オーストラリアの匿名プログラマー（通称「ストリーマー (Streamer)」）がPythonで書かれたIRCボットとゲームボーイのエミュレータ「VisualBoyAdvance」で構成されたシステムをコーディングし、ストリームで使用した。このスクリプトは、ユーザーがストリームのチャットルームに送信した特定のメッセージ（方向コマンド、「B」、「A」、「select」、「start」）を捕捉し、ボタン入力としてエミュレータに送信することで、ゲームを操作する。また、JavaScriptを用いてコーディングされた追加のウェブアプリは、ストリーム内で表示される動きの生の集計を表示するために使用される。ストリーマーがこのプロジェクトに『ポケットモンスター 赤・緑』を選んだのは、初期のゲームへの郷愁と、「ポケモンは下手なプレイをしても上達しないことはない」という事実、そして、現在の操作体系が特に、「寛容な」ターンを基礎とする構造を持つことと、反応を基礎とするゲーム性がないことに着目して、ゲームとストリームの間の大量の入力遅延を補う「JRPG以外の、どのようなジャンルにも対応できない」ことを理由としている。ストリーマーは、ポケモン図鑑の完成を可能にするために、元の151種のポケモンすべてに遭遇できるようにしたと主張する、ゲームのROMハック版を使用した。しかし、使用された編集版は未完成であり、元のゲームと比較してゲームプレイに違いはない。
不安定な操作方法のために、通常の状況よりもゲーム時間が長くなり、プレイしづらくなっている。Ars Technicaの書き手は、「（レッドは）角にはまって立ち往生してしまう。ぐるぐると歩き回り、ポケモン図鑑を強迫的にチェックし、何度も何度もセーブしている。ゲームが処理しきれないほどの速さでチャットチャンネルからコマンドが流れてくるため、遅延の要因や愉快な荒らしの「助け」がなくても、進行が困難になってしまうのだ。」と書いている。迷路や段差のある場所では繰り返し問題が発生し、後者ではユーザーが意図的に「下」コマンドを送信して段差から飛び降りるため、数時間かかることもあった。また、複数のポケモンが誤って解放されたり（"Bloody Sunday" (血まみれの日曜日)と呼ばれる事件では、パソコンからサンダーを引き出そうとして合計12匹のポケモンを誤って逃がした）、ユーザーが 「スタート」コマンドを繰り返し送信してメニューを開き、その後、主人公のバッグを開いてランダムな持ち物を選択したりすることもあった。この問題の影響を軽減するために、スタートボタンへの入力を絞って調整するシステムが追加された。
一見、不規則なプレイにもかかわらず、プレイヤーたちは、インフォグラフィックや、コマンドメッセージをチャットウィンドウから隠して会話を可能にするかりうなど、さまざまな手段で協力し、戦略を練ることを試みた。これは、ゲーム内のいくつかのエリアでは、レッドが障害物を取り除くために必要な特定のわざを持つポケモンをゲットするための協調行動が必要とされるため、プレイヤーがゲームを進める上で必要なことだった。このような連携が取れていない状態でプレイすると、序盤でその機会を逃してしまうことになった。要するに、プレイヤーの大半は、進行を妨げる荒らしに対抗しようとした。こういった荒らしを自動的に識別するコンピュータープログラムも作られた。
ストリーマーはその後、他の人たちと協力して、Twitchチャンネル用のゲームのツールの準備を続けた。このグループは、ゲームをプレイする際に、ゲームに関する生解説を加えていた。協力者の一部がグループ内で敵対した結果、ストリーマーは2017年11月22日に「Twitch Plays Pokémon」の主導者としての役割を降り、別の協力者に主導権を譲った。

## 進歩とさらなるゲーム
2014年2月18日、「ロケットだんアジト」にあるパズルで大変な困難に遭遇した後、ゲームをより遊びやすくするために、新たな仕組みである「民主主義モード (Democracy mode)」が導入された。これは、一定時間（通常は30秒）の間に入力されたコマンドを集計し、その時間が経過した時点で勝利したコマンドが実行されるというものである。また、ユーザーは自分の動作に数字を付けて、動作の長さを指定することができた。例えば、「right3」は3回連続で「right（右）」を入力することを意味する。この新しいシステムに憤慨した多くの人々が、Twitchのチャットで抗議行動を起こし、「start9」（一時停止メニューを9回開閉して進行を遅らせる）というコマンドを使って対抗した。これは "The start9 protests (スタート9抗議)"として知られるようになった。その後、配信者は仕組みを見直し、ユーザーが投票で2つのモードを切り替えられるようにした。これまでのデフォルトである「アナーキー (Anarchy)」と、この新しいモード「民主主義」である。しかし、「民主主義」モードへの変更には圧倒的多数の投票が必要であるのに対し、「アナーキー」モードへの変更には、画面上のメーターに表示される過半数の投票しか必要なかった。この変更は、「民主主義」モードがストリームの当初のコンセプトと相反し、プレイの周囲に構築された精巧な物語や神話を推進するのに役立っていたランダム性の可能性を排除するものであると、プレイヤーの間で賛否両論となった。
『ポケットモンスター 赤』のクリア後、2014年3月2日に今度は新たな、第2世代のゲーム『ポケットモンスター クリスタル』が始まった。開発者は『ポケットモンスター エメラルド』の開始日に合わせて『クリスタル』のクリア期限を設定したが、プレイヤーたちはその前に『クリスタル」を終わらせられた。また、『クリスタル」の発売に伴い、投票システムも変更され、「民主主義モード」が毎時、自動的に起動するようになった。2014年3月14日には、プレイヤーはシロガネやまで、『赤・緑』のプレイヤーキャラクターを代表するトレーナー「レッド」との大規模な戦いを迎えたが、レッドのチームは、先に行われた『ポケットモンスター 赤」のTwitch Plays Pokémonで四天王を倒すのに使われたのと同じポケモンで構成されるように変更されていた。開発者は、『クリスタル」のゲームデータを意図的にこのように変更したと述べている。これは、ゲームフリークがゲーム制作時に、『クリスタル」でプレイヤーが『赤』を終えた時のポケモンを使う「レッド」と対戦することを意図していたためである。『クリスタル』は、3月15日に13日以上のプレイ時間を経てクリアした。『ポケモン・クリスタル』の視聴者数が『ポケモン・レッド』に比べて少なかったにもかかわらず、開発者は、この実験への関心が続く限り、他のポケモンゲームでも配信を続けると述べている。
2014年3月21日に『ポケモン エメラルド」がスタートした。エメラルドへの移行に伴い、当初は民主主義モードが完全に無効化されていた。エメラルドはソフトリセット機能があるため再起動を繰り返したが、後に配信者によって修正された。
ポケモンシリーズのニンテンドー3DS用ソフト第1作目となる『ポケットモンスター X』への移行に伴い、ストリームの設定も変更された。当時、3DSにはPC用のエミュレータがなかったため、Twitch_plays_3dsとして知られるRedditユーザーのdekuNukem（「色違い」のポケモンを検出するために「連鎖」の操作の自動化も設計した）が3DSの実機を改造して開発した「3DS Streaming Console with External Control Interface（3xtDS、外部操作インターフェース付き3DSストリーミングコンソール）」と呼ばれるハードウェアを使用しており、この改造により、USBベースのインターフェースを介してデバイスの入力を直接制御できるようになり、画面の内容をキャプチャするために必要なビデオ出力も追加されている。実際のハードウェアに変更したことで、ゲーム機のWi-Fi機能を利用したストリームが可能になり、『ポケットモンスター X・Y』をプレイしている他のユーザーが、ニンテンドーネットワークを介して配信者と直接やりとりすることが可能となり、オンライン対戦や交換、Oパワーなどのゲーム内のインターネット機能を利用することができるようになった。また、その配信後には『ポケットモンスター オメガルビー』も配信された。
2015年2月、初代のプレイから1年が経過したことを記念して、『ポケットモンスター 赤』の新たなプレイが始まった。目標は、ゲームのメインストーリーをクリアすることと、151種のポケモンをすべて捕まえることだったが、後者は約39日間で達成した。
このプロジェクトの4周年を記念して、チャンネルでは新たに『ポケットモンスター 赤』と『ポケットモンスター 緑』の両方を同時にプレイすることを開始した。Twitchチャンネルのプレイヤーは、自分のコマンドがどちらのゲームを対象にするかを指定することができるが、それ以外の場合は2つのゲームで交互にコマンドが発され、ゲームの民主主義モードがオンになっているときは、投票されたコマンドが両方のゲームで使用される。
実験が5年目に入ると、ポケモンの公式ゲームをすべて使い切ってしまったため、ファンが作成したポケモンゲームのMODを使用するようになった。
6年連続で走ったことを記念して、ストリームは6作品連続の試練を走った。

## 視聴率
2014年2月12日に「概念実証」として開始したこのストリームは、プレイ開始から1日半は比較的活発ではなかった。しかし、その後ストリームは急速に流行し、2月14日（プレイヤーが8人のジムリーダーのうち最初の1人を倒すことに成功した日）には総視聴者数が約17万5000人に達した。2月17日には、チャンネルの総再生回数が650万回を超えた。2月20日には総再生回数が1700万回を超え、平均同時視聴者数は6〜7万人、参加率は10％以上となっていた。プレイヤーたちは、それまでに12種類のポケモンを捕まえ、4つ目のジムをクリアしていた。『赤』の配信が終了した時点で、チャンネルの総再生回数は3600万回に達し、ピーク時の同時視聴者数は12万人、参加者数は65万8000人と推定される。ついに『赤』のストリームは、161万5140人で「シングルプレイヤー・オンライン・ビデオゲームで最も多くの参加者」を集めたとしてギネス世界記録に認定された。ストリームの参加者が多かったことで、Twitchのチャットシステムに「膨大な（予想外の）負荷」がかかり、サイトのエンジニアは、ストリームのチャットを、通常は大規模なeスポーツイベントの際に使用される大容量のサーバーに移し、流通基盤の拡張性を改善する作業を行った。開発者自身も「ここまで人気が出るとは思っていなかった。一部の熱心な視聴者だけが集まり、多くの人はちょっと見てから他のことに移るのではないかと思っていた。しかし、ここまで人気が出るとは驚いた。」と語った。

## コミュニティ
Redditなどのコミュニティやソーシャルネットワークにも、ゲーム中の出来事をライブブログしたり、ミームや作品を展開する活発なプレイヤーコミュニティが生まれた。ゲーム開始時からレッドのバッグにあった道具に「かいのカセキ」があり、これはゲーム後半でオムナイトの復元に使われたが、それ以外の機能はない。この「かいのカセキ」は、あまりにも頻繁に選択されたため、プレイヤー達の間で内輪ネタとなり、時には、ユーモアを交えて、プレイヤー・キャラクターが助言を求めて頻繁に相談している神と呼ばれ、瞬く間にプレイヤー達の「宗教」となっていった。プレイヤー達は、この化石をアナーキーモードを支持するセクトのシンボルとして扱い、それと対応する「こうらのカセキ」（カブトを復活させる）を民主主義モードを支持するセクトの神として扱うところまで行った。ファンは「Helix religion（かい教）」の「聖書」さえ出版した。また、ゲーム中にレッドが捕獲した特定のポケモンにも関心を寄せるファンがいる。ゲームの序盤で手に入れたポケモンのうち、誤って逃がしてしまった2体がリザードのABBBBBBKとコラッタのJLVWNNOOOOで、視聴者はそれぞれ「Abby（アビー）」と「Jay Leno（ジェイ・レノ）」という愛称で呼んでいた。
チームのピジョットは、手持ちの中で最もレベルが高いポケモンの1匹として、バトルでもよく活躍しており、コミュニティでは「Bird Jesus（鳥のイエス）」と呼ばれ、同時に手持ちのサンダーはゲーム内で「AA-j」というニックネームが付けられたが、「Archangel of Justice（正義の大天使）」または「Anarchy Bird（アナーキーバード）」と呼ばれていた。ブースターは「False Prophet（偽預言者）」と呼ばれていた。これは、水の上を移動するための技「なみのり」を教えるために必要なシャワーズの代わりに、プレイヤーが誤って入手してしまったためで、後にリザードとコラッタを逃がす原因にもなった。日曜日に当たった放送11日目（2月23日）には、捕獲したポケモンを十数匹逃がして、事実上ゲーム内から削除してしまい、その事件は後に「Bloody Sunday（血まみれの日曜日）」として知られるようになった。また、「クリスタル」では、視聴者からピジョットに「Brian（ブライアン）」、オーダイルに「Lazorgator（レイザーゲイター）」という愛称が付けられた。

## 受容
各メディアは、このゲームの進行を「魅惑的」、「奇跡的」、「美しい混沌」と表現し、ある視聴者は「車の事故をスローモーションで見ているようだ」と例えた。「ユーザー主導の新奇性に飢えた時代の最高にして最悪の性質」が凝縮され、口コミによるバイラル配信によって、議論できる何時間もの時間を無駄にするエンターテインメントを提供しているとArs Technicaは感じた。このストリームは、ゲームに事実上ランダムな入力をしても、最終的にゲームの進行につながるという点で、無限の猿定理に例えられている。Twitchのマーケティング担当副社長であるマシュー・ディピエトロ (Matthew DiPietro)は、このストリームを高く評価し、次のように考察している。「コンピュータゲームが、ゲーム制作者の本来の意図を遥かに超えたエンターテイメントと創造性のプラットフォームになっていることを示すもう一つの例だ。コンピュータゲームと生放送動画、参加型の体験を融合させることで、この放送者は、Twitchコミュニティのために特注の混合型娯楽を作り上げた。これは素晴らしい概念実証であり、今後の展開が期待される。」

## 影響
Twitch Plays Pokémonは、他のコンピュータゲームでの模倣者にも影響を与えた。例えば、『ポケットモンスター 緑』、『QWOP』、『テトリス』（Twitch Plays Pokémonのオリジナルストリームで実際に入力されたコマンドを使用したものを含む）、『ストリートファイターII』、『Halo: Combat Evolved』（一人称視点のシューティングゲームという性質上、非常に難しいものになっている）、『メタルギア ゴーストバベル』、『DARK SOULS』、『Fallout 3』、『PlayerUnknown's Battlegrounds』、『チームファイト タクティクス』、『ゼルダの伝説 ブレス オブ ザ ワイルド』、『Pokémon Go』（位置情報の偽装を利用して、視聴者のコマンドに応じて実在の人物の動きをシミュレートしたもの）、『Microsoft Flight Simulator』などがある。同様のTwitch Playsは、仮想ペット『たまごっち』の世話をしたり、1文字ずつ入力するテキストコマンドで仮想マシンにArch Linuxをインストールしたりするのにも使われている。この最後のアプリケーションに触発されて、2017年5月には別の実験的な「株式ストリーム (Stock Stream)」が開始され、金融規制に引っかからないようにいくつかのルールを決めて、ストリームの開発者が提供した最初の5万ドルの資金から、Twitchの視聴者がニューヨーク証券取引所の株式の取引に5分ごとに投票できるようになった。Twitterを使った同様の手法は、Twitterのユーザーアイコンがゲームの出力先となり、そのアカウントに送られたツイートからユーザーコマンドを取得するというもので、2021年1月に『ポケットモンスター 赤』を使って開始された。
「クラウドプレイ (crowdplay)」という用語は、群衆の行動がゲームプレイに直接影響を与える同様のゲームに起因している。tinyBuildは、「Twitch Plays」モデルを用いて『Punch Club』を発売した。これは、事前に設定された日付までか、「Twitch Plays」ストリームで公開されたゲームが完了するまで、ゲームの発売を延期するというものである。Punch Clubはその後、視聴者がTwitch上の仮想通貨を使ってゲーム内の試合に賭けることができるようになったが、これはOxeye Game Systemsが『Cobalt』で採用した同様の賭け方のモデルに倣ったものである。Telltale Gamesは、2016年に発売した『Batman: The Telltale Series』を皮切りに、アドベンチャーゲームに新しい「クラウドプレイ」機能を導入し、ストリーム視聴者がゲーム内の選択された決断に投票できるようにした。2016年1月、Twitchは、様々な「Twitch Plays」ストリームに特化したディレクトリを作成した。同社の開発成功担当副社長であるKathy Astromoffは、同様の実験が増えていることを認識しており、そのような実験をユーザーベースで簡単に見つけられるようにしたと述べている。さらに、2016年3月、Twitchは、「Twitch Plays Pokemon」ストリームの成功を参考に、ストリーミングとチャットを従来のゲームプレイの上に統合することを目的としたゲームを製作する開発者を支援するため、新たに「Stream First」イニシアチブを発表した。2014年にTwitchを買収したAmazon.comは、「Twitch Plays」の人気からヒントを得て、視聴者が関連するチャットを介してゲームに影響を与えることができるよう、Twitchのストリーミングに直接対応したゲームエンジン「Amazon Lumberyard」を開発した。
2014年8月には、HackNYのハッカソンの一環として、「Fish Plays Pokémon」という別のオマージュが浮上した。このストリームは、金魚鉢の中のベタの位置を利用してポケモン・レッドを操作するフィッシュカムで構成されており、同時視聴者数はピーク時で約2万人に達した。
その後、「PraiseIt」というショートカットを持つ「かいのカセキ」のスタンプが、元の『ポケットモンスター 赤』の実行を記念してTwitchのチャットスタンプとして利用できるようになった。

## 完了したゲーム
| Season  | Game   | Game                                | Start           | Completed       | Completiontime                           | Notes |
| ------- | ------ | ----------------------------------- | --------------- | --------------- | ---------------------------------------- | --- |
| Season1 |        |                                     | 12Feb赤uary2014 | 1March2014      | 16days,9hours,55minutes,4seconds         | Intendedtouseamoddedversion,butanunmodifiedversionwasmistakenlyloadedinstead. |
| Season1 |        | PokémonCrystal                      | 2March2014      | 15March2014     | 13days,2hours,2minutes,55seconds         | Usesamoddedversion,with251speciesofPokémonavailableandthefinalbossRed'steamconsistingofthesameteamfromTwitchPlaysPokémonRed. |
| Season1 |        | PokémonEmerald                      | 21March2014     | 11April2014     | 20days,21hours,55minutes,41seconds       | |
| Season1 |        | PokémonRandomizedFireRed            | 11April2014     | 27April2014     | 15days,2hours,1minute,54seconds          | UsedamoddedversionwithapseudorandomnumbergeneratortochangethepredeterminedPokémon,items,andmoves. |
| Season1 |        | PokémonPlatinum                     | 2May2014        | 20May2014       | 17days,11hours,38minutes,47seconds       | |
| Season1 |        | PokémonRandomizedHeartGold          | 23May2014       | 12June2014      | 18days,20hours,33minutes,51seconds       | UsedamoddedversionwithapseudorandomnumbergeneratortochangethepredeterminedPokémon,items,andmoves. |
| Season1 |        | PokémonBlack                        | 15June2014      | 27June2014      | 12days,18hours,34minutes,59seconds       | |
| Season1 |        | PokémonBlazeBlack2                  | 6July2014       | 22July2014      | 19days,2hours,15minutes,37seconds        | UsedaROMhackofPokémonBlack2calledPokémonBlazeBlack2andfeaturedtheabilitytoobtainallPokémonavailablewithinGenerationVaswellasothergameplaytweaks. |
| Season1 |        | PokémonX                            | 27July2014      | 1August2014     | 5days,5hours,44seconds                   | |
| Season1 |        | PokémonOmegaRuby                    | 22November2014  | 29November2014  | 8days,13hours,29minutes                  | |
| Season2 |        | PokémonAnniversaryRed               | 12February2015  | 23March2015     | 39days,19hours,27minutes,12seconds       | Usedamodded,moredifficultversionwhichmakesall151speciesavailable;goalistocompletethePokédex. |
| Season2 |        | PokémonVietnameseCrystal            | 23March2015     | 10November2015  | 37weeks,3days,3hours,21minutes           | AbootlegversionofPokémonCrystal.ThisversionisnotoriousamongPokémonfansforitsrampantmistranslations.Unlikepreviousgames,thisversionwasnotplayedconstantlyandinsteadwasinterspersedbetweenPokémonBattleRevolutionmatches.                                                                              |
| Season2 |        | TouhouPuppetPlay1.8Enhanced         | 10May2015       | 24May2015       | 13days,15hours,44minutes                 | UsestwomoddedversionsofPokémonFireRedatonceknownasTouhouPuppetPlay1.8EnhancedwhichusescharactersfromtheTouhouProjectgameseriesinplaceofPokémonisutilized,aswellasthehackMoémon.Bothwerebeingcompletedsimultaneously.                                                                                 |
| Season2 | Moémon |                                     | 10May2015       | 24May2015       | 13days,15hours,44minutes                 | UsestwomoddedversionsofPokémonFireRedatonceknownasTouhouPuppetPlay1.8EnhancedwhichusescharactersfromtheTouhouProjectgameseriesinplaceofPokémonisutilized,aswellasthehackMoémon.Bothwerebeingcompletedsimultaneously.                                                                                 |
| Season2 |        | PokémonRandomizedAlphaSapphire      | 12July2015      | 26July2015      | 14days,1hour,17minutes                   | UsedamoddedversionwithapseudorandomnumbergeneratortochangethepredeterminedPokémon,items,andmoves.SuperSmashBros.forWiiUmatches,playedbycomputerAIs,werestreamedalongsidetheAlphaSapphireplaythrough.                                                                                                 |
| Season2 |        | PokémonColosseum                    | 12October2015   | 18October2015   | 6days3hours,27minutes                    | |
| Season2 |        | PokémonXD:GaleofDarkness            | 12December2015  | 20December2015  | 8days4hours9minutes                      | |
| Season2 |        | PokémonTradingCardGame              | 20December2015  | 13February2016  | 7weeks,6days,25minutes,6seconds          | SimilarlytoPokémonVietnameseCrystal,thisgamewasplayedintermittentlythroughoutPokémonBattleRevolution.ThegamewascompletedduringtheAnniversaryCrystalintermission. |
| Season2 |        | PokémonTradingCardGame2             | 13February2016  | 8April2016      | 7weeks,6days                             | Startedduringthepre-AnniversaryCrystalintermission.Finishedduringpost-AnniversaryCrystalintermission. |
| Season3 |        | PokémonAnniversaryCrystal           | 14February2016  | 16March2016     | 30days,4hours,33minutes                  | SimilartoAnniversaryRedinwhichamoddedversionisusedandit'srequiredtocatchallPokémontocompletethegame. |
| Season3 |        | PokémonMysteryDungeon:RedRescueTeam | 12February2016  | 27January2017   | 50weeks,2hours,24minutes                 | PlayedasasidegamebothalongsidePokémonBattleRevolutionandotherruns.ItwastemporarilyreplacedbyPokémonUltra. |
| Season3 |        | PokémonBrown                        | 16June2016      | 27June2016      | 11days,2hours                            | OneoftheoriginalseriousROMhacksbasedonPokémonRed. |
| Season3 |        | PokémonRandomizedPlatinum           | 31July2016      | 16August2016    | 15days,4hours,2minutes                   | UsedamoddedversionwithapseudorandomnumbergeneratortochangethepredeterminedPokémon,items,andmoves. |
| Season3 |        | PokémonUltra                        | 16August2016    | 28October2016   | 10weeks,3days,11hours,41minutes          | ApoorlymadeROMhackbasedonPokémonLeafGreen.LikePokémonVietnameseCrystalandthePokémonTradingCardGamebeforeit,itisasidegameandisplayedbetweenPokémonBattleRevolutionmatches. |
| Season3 |        | PokémonPrism                        | 9October2016    | 26October2016   | 16days,23hours,18minutes                 | ThesequeltoPokémonBrown.ItdebutedonTPPafterbeingindevelopmentforalmosteightyears. |
| Season3 |        | PokémonSun                          | 18November2016  | 2December2016   | 13days,22hours                           | |
| Season3 |        | PokémonWaningMoon                   | 13January2017   | 26January2017   | 13days,11hours,37minutes                 | Usedamodded,moredifficultversionofPokémonMoon. |
| Season4 |        | PokémonChattyYellow                 | 12February2017  | 24February2017  | 11days,19hours                           | Thethirdanniversaryrun.UsesamodifiedversionofPokémonYellowcenteredaroundChatot,whichutilizesscriptingtotakequotesfromusersinthechattoreplacein-gamedialogueinrealtime. |
| Season4 |        | PokémonDarkGraystone                | 24February2017  | 13March2017     | 2weeks,3days,4hours,4minutes,57seconds   | UsesamodifiedversionofPokémonGold.PlayedasasidegamelikeVCandUltra. |
| Season4 |        | PokémonAshGray                      | 13March2017     | 29September2017 | 28weeks,4days,28minutes,6seconds         | UsesamodifiedversionofPokémonFireRedbasedontheeventsofthePokémonanime.Playedasasidegame. |
| Season4 |        | PokémonBlazedGlazed                 | 8April2017      | 25April2017     | 16days,16hours                           | UsesamodifiedversionofanexistingmodifiedversionofPokémonEmerald,knownasPokémonGlazed. |
| Season4 |        | PokémonRandomizedWhite2             | 3June2017       | 20June2017      | 16days,18hours,11minutes                 | UsedamoddedversionwithapseudorandomnumbergeneratortochangethepredeterminedPokémon,items,andmoves. |
| Season4 |        | PokémonPyrite                       | 12August2017    | 26August2017    | 14days,7hours,58minutes                  | UsesamodifiedversionofPokémonCrystalfeaturingincreaseddifficultyandotherchanges. |
| Season4 |        | PokémonThetaEmeraldEX               | 30September2017 | 15October2017   | 15days                                   | AmodifiedversionofPokémonEmeraldwhichfeaturesincreaseddifficulty,721Pokémonaswellasvariousotherchangesfromlatergenerations. |
| Season4 |        | PokémonGreen                        | 15October2017   | 13April2018     | 25weeks,5days,3hours,45minutes,36seconds | Badlytranslatedbootleg.Playedasasidegame. |
| Season4 |        | PokémonUltraSun                     | 25November2017  | 8December2017   | 13days,4hours,7minutes                   | |
| Season5 |        | PokémonRed and Blue                 | 12February2018  | 27February2018  | 14days,1hour,50minutes                   | AdualruninwhichPokémonRedandPokémonBlueareplayedsimultaneously.Unlikethepreviousdualrun,inputsaresplitbetweenthetwogamesanduserscanchoosetoinputspecificallyforonegameorletitalternatebetweenthem.                                                                                                   |
| Season5 |        | PokémonRed and Blue                 | 12February2018  | 27February2018  | 14days,1hour,50minutes                   | AdualruninwhichPokémonRedandPokémonBlueareplayedsimultaneously.Unlikethepreviousdualrun,inputsaresplitbetweenthetwogamesanduserscanchoosetoinputspecificallyforonegameorletitalternatebetweenthem.                                                                                                   |
| Season5 |        | PokémonStormSilver                  | 14April2018     | 4May2018        | 19days,3hours                            | AromhackofPokémonSoulSilverinwhichallPokémonfromuptothefourthgenerationareavailableaswellasvariousotherminorchanges. |
| Season5 |        | PokémonSweet                        | 4May2018        | 10February2019  | 40weeks,1day,23hours,56minutes,23seconds | AromhackofPokémonFireRedwith"candified"PokémonknownasPokéSweets.Playedasasidegame. |
| Season5 |        | PokémonBronze                       | 9June2018       | 18June2018      | 8days,8hours,21minutes                   | AromhackofPokémonGold. |
| Season5 |        | PokémonRandomizedY                  | 11August2018    | 26August2018    | 14days,11hours,26minutes                 | UsedamoddedversionwithapseudorandomnumbergeneratortochangethepredeterminedPokémon,items,andmoves. |
| Season5 |        | DetectivePikachu                    | 8September2018  | 10September2018 | 1day,22hours,47minutes                   | |
| Season5 |        | PokémonFloraSky                     | 13October2018   | 29October2018   | 16days,2hours,42minutes                  | AromhackofPokémonEmeraldfeaturinganoriginalstoryandPokémonfromthefourthandfifthgenerations. |
| Season5 |        | Hypno'sLullaby                      | 30October2018   | 12November2018  | 1week,5days,23hours,55minutes,43seconds  | AromhackofPokémonFireRedbasedonthecreepypasta,Hypno'sLullaby.Playedasasidegame. |
| Season5 |        | PokémonCrystalRandofuser            | 8December2018   | 19December2018  | 10days,9hours,1minute                    | AromhackofPokémonCrystalwhichfusesdifferentPokémontogether. |
| Season6 |        | PokémonBurning Red                  | 12February2019  | 22February2019  | 9days,13hours,33minutes                  | UsedaromhackwiththeabilitytoswitchbetweenPokémonRedandPokémonFireRed.Pokémon,moneyandmostitemsaretransferredbetweenbothgames. |
| Season6 |        | PokémonBurning Red                  | 12February2019  | 22February2019  | 9days,13hours,33minutes                  | UsedaromhackwiththeabilitytoswitchbetweenPokémonRedandPokémonFireRed.Pokémon,moneyandmostitemsaretransferredbetweenbothgames. |
| Season6 |        | PokémonGoldSpaceWorldDemo           | 2March2019      | 30March2019     | 4weeks,23hours,33minutes,15seconds       | AnearlydemoofPokémonGoldthatwasplayableatNintendoSpaceWorld1997featuringPokémonthatareunusedinthefinalgame.Playedasasidegame. |
| Season6 |        | PokémonMetronomeSapphire            | 31March2019     | 19December2019  | TBD                                      | UsesamoddedversionwithapseudorandomnumbergeneratortochangethepredeterminedPokémonandsetsthemalltoLevel100withonlythemoveMetronome.Endedasafull-runandcontinuesasasidegameasof3April2019. |
| Season6 |        | PokémonVoltWhite                    | 13April2019     | 25April2019     | 11days,21hours,16minutes                 | AromhackofPokémonWhitefeaturingallPokémonfromthefifthgenerationavailableaswellasvariousotherchanges. |
| Season6 |        | PokémonRandomizedColosseum          | 8June2019       | 15June2019      | 6days,5hours,34minutes,21seconds         | UsedamoddedversionwithapseudorandomnumbergeneratortochangethepredeterminedPokémon,items,andmoves. |
| Season6 |        | PokémonXG:NeXtGen                   | 13July2019      | 21July2019      | 8days,1hour,40minutes                    | AromhackofPokémonXD:GaleofDarkness. |
| Season6 |        | PokémonTriHardEmerald               | 10August2019    | 20August2019    | 9days,21hours,34minutes                  | AromhackofPokémonEmeraldwheredefeatedPokémonarepermanentlyremovedfromtheparty,similartoaNuzlockeChallenge.Themaindifferencebeingthatuponlossofabattle,thegamereversestoaprevioussave.MeaningthatremovedPokémoncantechnicallyberestoredatthecostofalossofprogress.                                    |
| Season6 |        | PokémonRandomizedUltraMoon          | 12October2019   | 23October2019   | 10days,16hours,2minutes,17seconds        | UsedamoddedversionwithapseudorandomnumbergeneratortochangethepredeterminedPokémon,items,andmoves. |
| Season6 |        | PokémonSword                        | 23November2019  | 1December2019   | 7days,23hours,57minutes                  | |
| Season6 |        | PokémonNavyBlue                     | 1December2019   | Ongoing         | TBD                                      | AromhackofPokémonFireRedplayedasasidegame.Extremelypoorlymadegame,withmanypoorlymadefanPokémon. |
| Season7 |        | PokémonGauntletRed                  | 13February2020  | 19February2020  | 6days,18hours,43minutes                  | TheGauntletisarerunofmostofthegamesplayedduringSeason1playedoneaftertheother. |
| Season7 |        | PokémonGauntletCrystal              | 23February2020  | 3March2020      | 8days,16hours,19minutes,43seconds        | TheGauntletisarerunofmostofthegamesplayedduringSeason1playedoneaftertheother. |
| Season7 |        | PokémonGauntletEmerald              | 7March2020      | 18March2020     | 11days,20hours,10minutes,15seconds       | TheGauntletisarerunofmostofthegamesplayedduringSeason1playedoneaftertheother. |
| Season7 |        | PokémonGauntletPlatinum             | 28March2020     | 5April2020      | 8days,14hours                            | TheGauntletisarerunofmostofthegamesplayedduringSeason1playedoneaftertheother. |
| Season7 |        | PokémonGauntletBlazeBlack2          | 12April2020     | 27April2020     | 14days                                   | TheGauntletisarerunofmostofthegamesplayedduringSeason1playedoneaftertheother. |
| Season7 |        | PokémonGauntletX                    | 3May2020        | 10May2020       | 7days,5seconds                           | TheGauntletisarerunofmostofthegamesplayedduringSeason1playedoneaftertheother. |
| Season7 |        | PokémonLightningSapphire            | 5May2020        | 10December2020  | 30weeks,2days,22hours,38minutes,3seconds | AbadtranslationofPokémonSapphire.Wasthefinalsidegamebeforeavotetoremovethem. |
| Season7 |        | PokémonSirius                       | 13June2020      | 23June2020      | 10days,1hour,12minutes,54seconds         | AromhackofPokémonEmeraldandtheprequeltoPokémonVega. |
| Season7 |        | PokémonRisingRuby                   | 8August2020     | 21August2020    | 12days,22hours,16minutes                 | AromhackofPokémonOmegaRubyincludinghigherdifficultyandallsixthgenerationPokémonobtainable. |
| Season7 |        | PokémonVega                         | 12December2020  | 25December2020  | 12days,11hours,14minutes                 | AromhackofPokémonEmeraldandthesequeltoPokémonSirius. |
| Season8 |        | PokémonChattyCrystal                | 14February2021  | 8March2021      | 21days,3hours,40minutes                  | Theseventhanniversaryrun.UsesamodifiedversionofPokémonCrystalcenteredaroundUnownandChatot,whichutilizesscriptingtotakequotesfromusersinthechattoreplacein-gamedialogueinrealtime. |
| Season8 |        | PokémonRenegadePlatinum             | 10April2021     | 21April2021     | 10days,19hours,50minutes                 | AromhackofPokémonPlatinumincludinghigherdifficulty,balancechangesandallgenerationIVPokémonobtainable. |
| Season8 |        | PokémonGreen                        | 8May2021        | 10May2021       | 1day,3hours,32minutes,15seconds          | AcollaborationbetweentwootherTwitchPlaysstreamsinwhichtheyracedtoseewhocouldcompletePokémonGreen,PokémonBlueandPokémonRedrespectively. TwitchPlaysPokémonplayedPokémonGreenandcameinfirst. TwitchPlaysPaperMarioplayedPokémonBlueandcameinsecond. TwitchPlaysSpeedrunsplayedPokémonRedandcameinlast. |
| Season8 |        | PokémonBlue                         | 8May2021        | 10May2021       | 1day,7hours,22minutes,42seconds          | AcollaborationbetweentwootherTwitchPlaysstreamsinwhichtheyracedtoseewhocouldcompletePokémonGreen,PokémonBlueandPokémonRedrespectively. TwitchPlaysPokémonplayedPokémonGreenandcameinfirst. TwitchPlaysPaperMarioplayedPokémonBlueandcameinsecond. TwitchPlaysSpeedrunsplayedPokémonRedandcameinlast. |
| Season8 |        | PokémonRed                          | 8May2021        | 10May2021       | 1day,11hours,3minutes,13seconds          | AcollaborationbetweentwootherTwitchPlaysstreamsinwhichtheyracedtoseewhocouldcompletePokémonGreen,PokémonBlueandPokémonRedrespectively. TwitchPlaysPokémonplayedPokémonGreenandcameinfirst. TwitchPlaysPaperMarioplayedPokémonBlueandcameinsecond. TwitchPlaysSpeedrunsplayedPokémonRedandcameinlast. |

『プラチナ』から『ブラック2』までは、本編と並行して2つ目のゲーム『ポケモンスタジアム金銀』をストリームで放送していた。他のゲームとは異なり、『スタジアム金銀』の入力はランダムに選ばれ、チャットでは操作できまかった。その代わり、チャットに参加しているプレイヤーに仮想通貨が与えられ、それを使って『スタジアム金銀』の試合結果に賭けることができた。2014年8月1日に『ポケットモンスター X』を終えた後は、『スタジアム金銀』の代わりにグラフィックの向上などの機能が追加された『ポケモンバトルレボリューション』が登場し、同様のシステムが導入された。今回は、入力が完全にランダムになるのではなく、現在の試合に賭けたプレイヤーが、毎ターン自チームが使用する技を投票することができる。システムは賭けたプレイヤーの選択の中からランダムに1つを選ぶが、より多く賭けたプレイヤーは、自分の技が選ばれる確率が高くなった。開発者は『ポケモンバトルレボリューション2.0』と呼ばれる『ポケモンバトルレボリューション』の改造版を作成した。グリッチの修正やバトルアリーナの追加など様々な改良が加えられている。この間の配信では、『牧場物語GB』『ポッ拳 POKKÉN TOURNAMENT』『MOTHER2 ギーグの逆襲』『ロボットポンコッツ SUNバージョン』と、最初の4走の実行状態を逆順に表示していた。
また、現在プレイ中のゲームの横に、追加のゲームが表示される。このゲームは、単に『ポケモンピンボールジェネレーションズ』と呼ばれる『ポケモンピンボール』をROMハックしたもので、第2世代のポケモンをモチーフにした2つのボードが追加されている。そのため、第二世代のポケモンがすべてゲーム内で入手可能となり、ピンボールのプレイ中にポケモンを捕まえると、ポケモンバッジがランダムでもらえるようになっている。